# Aphanocephalus vitreus
Aphanocephalus vitreus là một loài bọ cánh cứng trong họ Discolomatidae. Loài này được Matthews miêu tả khoa học năm 1956.